# Lenkene brytes
Lenkene brytes är en norsk film från 1938, regisserad av Olav Dalgard.  Lenkene brytes är den andra delen i en "arbetar-trilogi". De två andra är Det drønner gjennom dalen (1937) och Gryr i Norden (1939).

## Rollista
- Tryggve Larssen – Heien
- Jack Fjeldstad – Jan Heien
- Mai Lindegard – Gerda Bratt
- Ebba Toje – fru Bratt
- Kolbjørn Brenda – ordföranden
- Åge Pedersen – Sverre
- Pehr Qværnstrøm – Ludvigsen
- Helge Essmar – spritleverantör

### Webbkällor
- Lenkene brytes på Internet Movie Database (engelska)